# Enodes erythrophris
Enodes erythrophris е вид птица от семейство Скорецови (Sturnidae), единствен представител на род Enodes.

## Разпространение
Видът е разпространен в Индонезия.